# Augmentation (héraldique)
Pour les articles homonymes, voir Augmentation.
En héraldique, l'augmentation peut être de toutes natures : une pièce, plus rarement un meuble, pratiquement jamais une partition. Le plus souvent c'est un chef ou un canton. Il s'agit souvent d'une partie ou de la totalité des armes d'un suzerain, qu'il octroie à un vassal fidèle. Tout ajout à un blason n'est pas nécessairement une augmentation. Les brisures par exemple peuvent aussi se faire par ajout (bande, lambel, etc.).
Un cas courant d'augmentation se trouve dans les armoiries de villes françaises ayant dans leurs armes un chef d'azur chargé de trois fleurs de lys d'or, dit « chef de France » et donné en augmentation aux villes « fidèles » au roi.
Un blason « augmenté » devrait se lire en ignorant d'abord l'augmentation, puis en terminant par augmenté de.... Cette règle n'est pratiquement jamais appliquée, même pour les grandes maisons.
Ainsi le blasonnement du Lyonnais devrait être de gueules à un lion d'argent augmenté d'un chef de France ; Le blasonnement habituel De gueules à un lion d'argent, au chef cousu d'azur chargé de trois fleurs de lys d'or tout à fait correct, ne retrace pas l'évolution honorifique. L'augmentation introduit ici une situation apparemment fautive : émail sur émail. Le terme cousu indique que l'« anomalie » est reconnue.
En Écosse, l’augmentation la plus fréquente est obtenue par une bordure d'or chargée d'un double trescheur fleudelisé & contre fleurdelisé de gueules, partie la plus reconnaissable des armes royales.
Dans le Saint-Empire romain germanique, l'empereur concède souvent ses armes (d'or à l'aigle bicéphale de sable) à l'occasion d'érections de terre en duchés ou en principautés.
Dans la couronne d'Aragon, les armes royales d'or à quatre pals de gueules sont parfois décernées à des fidèles du roi.